# 長谷川貞雄

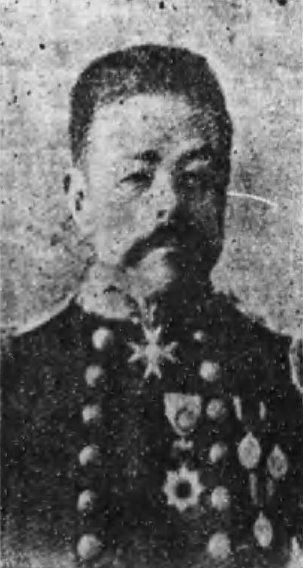
長谷川貞雄

長谷川 貞雄（はせがわ さだお、弘化2年5月20日（1845年6月24日） - 明治38年（1905年）2月8日）は、日本の海軍軍人、主計総監。貴族院勅選議員。

## 人物
遠江国豊田郡川袋村（現在の静岡県磐田市）に中村貞則の子として生まれ、父の実家の長谷川家を継いだ。志士と交わって報国隊を組織し、戊辰戦争の際には有栖川宮熾仁親王の東征軍に加わり、箱館戦争で功績をあげた。
その後、兵部省会計権佑となり、会計権少祐、会計少祐、会計権大佑、兵部大録と昇進を重ねた。さらに海軍省では主計大監となり、主船局長、会計局副長、統計課長、会計局長、調度局長、主計本部長、海軍主計学舎長、会計局次長を歴任した。1889年（明治22年）には海軍主計総監・会計局長に任じられた。海軍省第3局長であった1891年（明治24年）4月に予備役に編入され、同年4月15日、貴族院議員に勅選され、死去するまで在任した。
晩年は浜松市に居住し、西遠地方の公共事業に尽力した。

## 親族
- 長女・タキは寺内正毅の後妻[7]。
- 四男に長谷川鉄雄

## 栄典
- 1886年（明治19年）11月30日 - 勲四等旭日小綬章[8]
- 1890年（明治23年）5月30日 - 勲三等瑞宝章[9]